# Odile Lamusse
Odile Lamusse est une artiste née le 27 septembre 1972 qui pratique la gravure traditionnelle sur métaux. Élève de l’École Estienne et stagiaire en taille-douce à la Monnaie de Paris, elle entre à La Poste en 1998 et grave son premier timbre en 2004. Elle réalise également des illustrations et des affiches.
En 2006, Odile Lamusse est membre de l'association « Art du timbre gravé ».

## Œuvres philatéliques
2003 :
- Illustration pour un document philatélique de l'église de Saint-Père.

2004 :
- Essai de gravure sur acier.
- Timbre pour Monaco, “300e anniversaire de la traduction européenne des contes des 1001 nuits”.

2005 :
- Conception du timbre à date pour le timbre d’Andorre “La légende du col du Rat”.
- Conception du timbre à date pour le timbre d’Andorre “Adoraco dels Pastors”.

2006 :
- Conception du timbre à date local pour le 52e congrès philatélique Languedoc-Roussillon.

2007 :
- Conception du timbre à date pour Wallis-et-Futuna “Cardinal Pio Taofinu”.
- Conception du timbre à date pour Wallis-et-Futuna “Scènes de la vie quotidienne”.
- Gravure du timbre pour Saint-Pierre-et-Miquelon “plante carnivore Utriculaire”.

## Récompenses
- Prix Créaphil 2005 : 1er prix[2]
- Prix Créaphil[3] 2006 : 2e place